# Großaigen (Gemeinde Mank)
Großaigen ist eine Ortschaft und eine Katastralgemeinde der Gemeinde Mank im Bezirk Melk in Niederösterreich.

## Geografie
Das Dorf befindet sich südlich von Mank an der Landesstraße L103. An der Westseite fließt der Zettelbach am Ort vorüber.

## Geschichte
Im Jahr 1822 wurde der Ort als Dorf mit 15 Häusern erwähnt, das nach Kilb eingepfarrt war; die Kinder wurden jedoch in Mank eingeschult. Die Herrschaft Melk besaß die Ortsobrigkeit und übte die Landgerichtsbarkeit aus, die die Konskription besorgte aber die Herrschaft Grünbichl. Laut Adressbuch von Österreich waren im Jahr 1938 in der Ortsgemeinde Groß-Aigen ein Binder, ein Gastwirt, ein Schuster und zwei Landwirte mit Ab-Hof-Verkauf ansässig.